# 羅森塔當代藝術中心
羅森塔當代藝術中心（英語：Contemporary Arts Center，簡稱CAC）是辛辛那提市當代藝術展覽中心。位於美國俄亥俄州。為了紀念贊助者羅森塔家族，故名羅森塔當代藝術中心，全名則為路易斯與理查羅森塔當代藝術中心（Lois and Richard Rosenthal Center for Contemporary Art）。此建築由普立茲克獎得主薩哈·哈帝設計，曾被紐約時報選為「冷戰後最重要的美國經典建築」，建築案發起人為查理·德馬雷（Charles Desmarais），也是現任布魯克林美術館藝術品副總長。

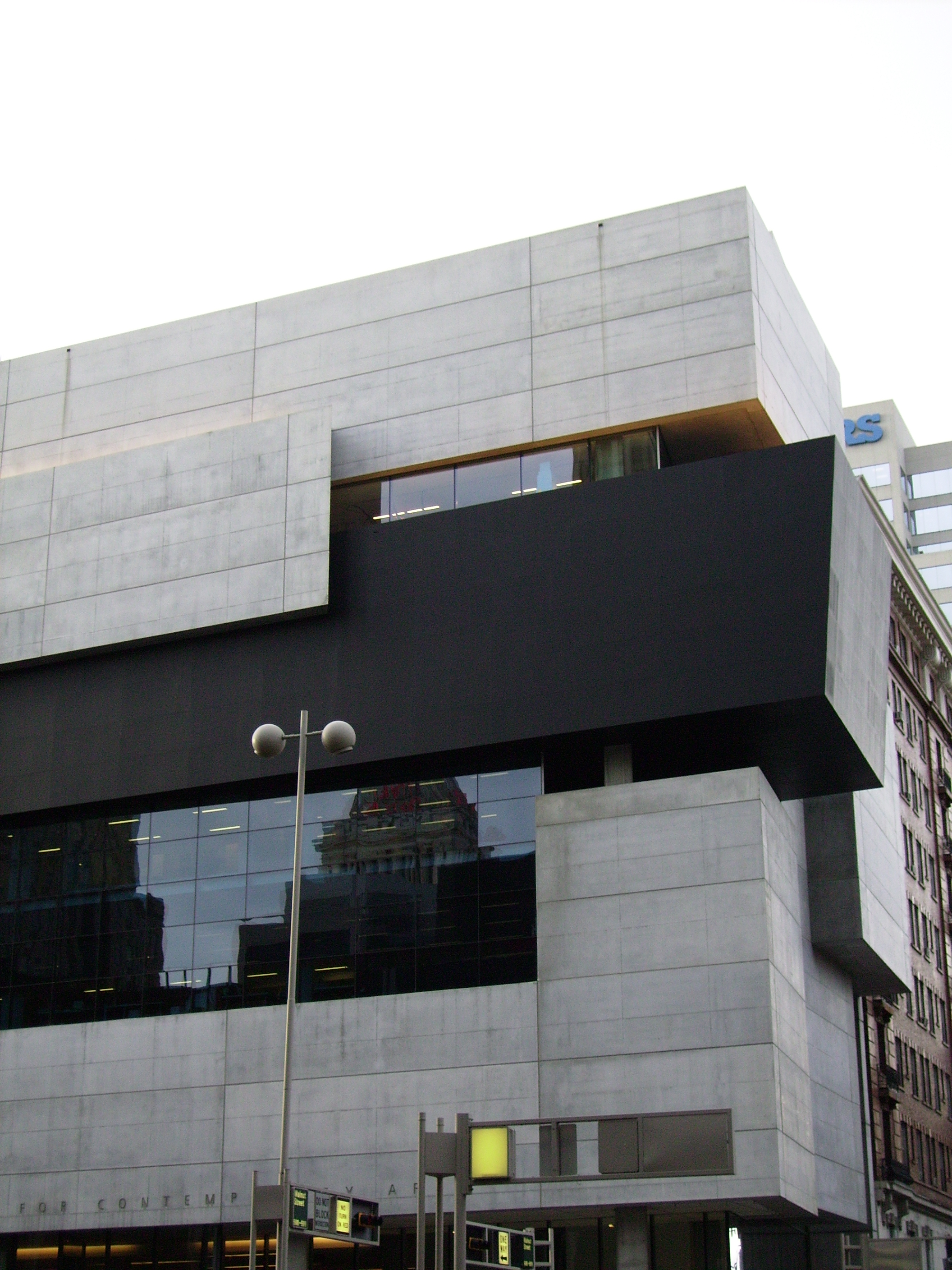
羅森塔當代藝術中心

## 外部連結
- CAC網站 （页面存档备份，存于）
- 建築外觀與設計理念 （页面存档备份，存于）

39°06′10″N 84°30′44″W / 39.1029°N 84.5122°W